# Aşağı Atuc
Aşağı Atuc è un comune dell'Azerbaigian situato nel distretto di Quba. Conta una popolazione di 1.650 abitanti.